# 日本私立大学協会
日本私立大学協会（にほんしりつたんきだいがくきょうかい、英語: Association of Private Universities of Japan、略称：APUJ）は、日本国内の私立大学を会員とする団体。通称は私大協（しだいきょう）。

## 概要
1946年12月7日に全国私立大学連合会として発足。「私立大学の振興を図り、その使命達成に寄与し、学術及び教育の進歩発展に貢献するための活動」を行っており、2022年5月現在で392学校法人の411大学が加盟している。

## 沿革
- 1946年12月7日 - 全国私立大学連合会として発足。
- 1948年3月26日 - 日本私立大学協会へ改称（加盟校43校、初代会長潮田江次）[5]。
- 1948年5月 - 女子大学（新制大学）5校が加盟[5]。
- 1949年 - 加盟校は116校に増加[5]。
- 1951年7月 - 早稲田大学、慶應義塾大学など12校が脱退[注釈 1]。
- 1984年4月17日 - 日本私立大学協会、日本私立大学連盟、私立大学懇話会の3者で日本私立大学団体連合会を設立[6][注釈 2]。